# Toxicologie

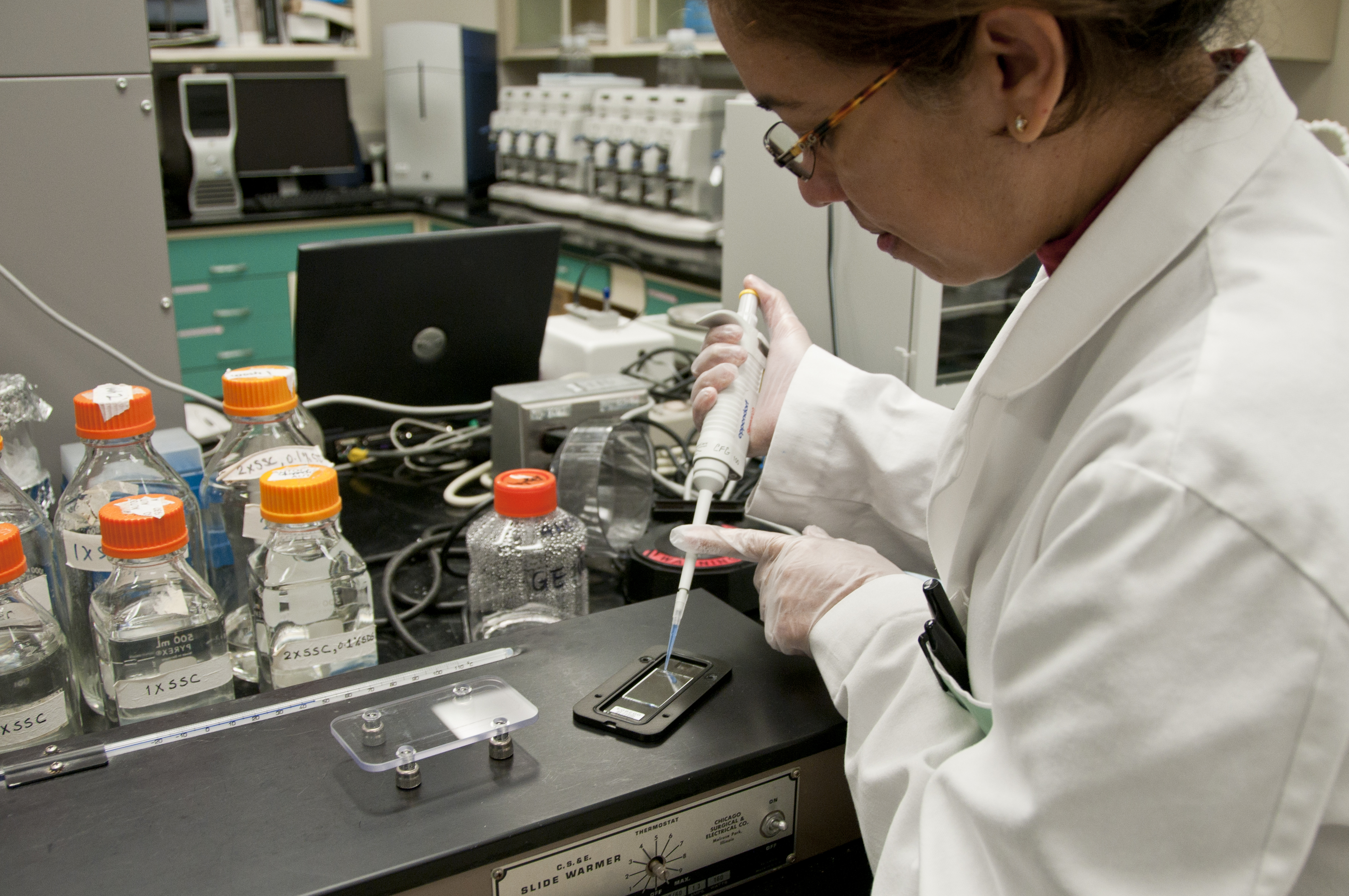
Toxicologie

Toxicologia (din limba greacă τοξικόν toxicon= otravă pentru săgeți și λόγος logos = studiu) este o ramură a biologiei, ce se ocupă cu studierea efectelor adverse provocate de diferite substanțe chimice sau agenți fizici asupra organismelor vii, sau, altfel spus, știința otrăvurilor și a toxinelor. Efectele adverse pot avea loc sub diverse forme, de la schimbări subtile în organism până la moartea subită. Ele pot avea loc la diferite niveluri ale corpului, de exemplu doar un organ, sau doar un țesut poate fi afectat. Cunoștințele despre cum agenții toxici pot afecta organismul au progresat odată cu știința chimică și biochimia.

## Istoria toxicologiei
Toxicologia a apărut odată cu descoperirea de către oameni a toxinelor în antichitate. Printre primii oameni care au început să studieze efectele otrăvurilor (și ale plantelor toxice) a fost părintele medicinii chinezești, Shen Nung, care a murit otrăvit de o plantă toxică. Alt pionier în toxicologie este considerat părintele medicinii moderne Hipocrat. Unele documente arată că regina Egiptului, Cleopatra, experimenta diverse toxine pe prizonierii de război. În epoca medievală s-a evidențiat filozoful evreu Moise Maimonide, care a scris celebrul Tratat asupra otrăvurilor și a antidoturilor lor. Unul dintre cei mai mari toxicologi ai epocii a fost Paracelsus, (părintele iatrochimiei), care, în jurul anului 1500, a spus:Toate substanțele sunt otrăvuri, nu există substanță care să nu fie otravă; doar doza corectă reprezintă diferența dintre o otravă și un leac.Goethe spunea: "Dosis sola facit venenum". Însă părintele toxicologiei este considerat Mateu J.B. Orfila, fizician spaniol, care a alcătuit o corelație sistematică dintre proprietățile chimice și biologice ale unei toxine.

## Ramuri ale toxicologiei
- Toxicologia clinică
- Toxicologia industrială